# O'danielita
L'O'danielita és un mineral de la classe dels arsenats, que pertany al grup de l'alluaudita. Rep el nom en honor de Herbert O'Daniel (1903-1977), professor de mineralogia a la Universitat de Múnic, a Alemanya.

## Característiques
L'O'danielita és un arsenat de fórmula química Na(Zn,Mg)₃H₂(AsO₄)₃. Cristal·litza en el sistema monoclínic. Es troba en forma de grans anèdrics, aplanats en {100} i allargats al llarg de [001]; amb cristalls fent intercreixements de fins a 3 mm. La seva duresa a l'escala de Mohs és 4. Els exemplars que van servir per a determinar l'espècie, el que es coneix com a material tipus, es troben conservats a la Universitat de Stuttgart, a Alemanya, amb el número de registre NM09, i al Museu Nacional d'Història Natural dels Estats Units, amb el número de registre 145966.

## Formació i jaciments
Va ser descoberta a la mina Tsumeb, a la localitat homònima, dins la regió d'Otjikoto, a Namíbia, on sol trobar-se associada a altres minerals com: tsumcorita, tennantita, stranskiïta, prosperita, lavendulana, köttigita, koritnigita, adamita i calcocita. Es tracta de l'únic indret on ha estat trobada aquesta espècie mineral.